# Francisco Vargas
Francisco Javier Vargas Sánchez (México, 28 de novembro de 1976) é um jogador da selecção nacional mexicana de futebol de praia. Actua como defesa.

## Torneios de destaque
- Vice-campeão do Torneio de Qualificação da CONCACAF para o Campeonato do Mundo de Futebol de Praia FIFA 2007.
- Vice-campeão do Campeonato do Mundo de Futebol de Praia FIFA 2007.
- Campeão do Torneio de Qualificação da CONCACAF para o Campeonato do Mundo de Futebol de Praia FIFA 2008.